# IC 2564
IC 2564 је елиптична галаксија у сазвјежђу Мали лав која се налази на листи објеката дубоког неба у Индекс каталогу.
Деклинација објекта је + 36° 27' 9" а ректасцензија 10h 21m 27,6s. Привидна величина (магнитуда) објекта IC 2564 износи 15,2 а фотографска магнитуда 16,2. IC 2564 је још познат и под ознакама NPM1G +36.0208, PGC 2080857.